# Château de Penhouët (Grand-Champ)
Le château de Penhouët est un édifice situé à Grand-Champ en France.

## Localisation
Le château est situé sur le territoire de la commune de Grand-Champ, au lieu-dit Penhouët, dans le département du Morbihan en région Bretagne.

## Description
Le château date du XVIIIe siècle. Édifice à un étage carré et un étage de combles, élévation ordonnancée, construit en pierre de tailles de granite. Toiture à longs pans recouverte d'ardoises, croupe, noue. Escalier dans-œuvre.

## Historique
Le château est inscrit à l'inventaire général du patrimoine culturel.

## Galerie

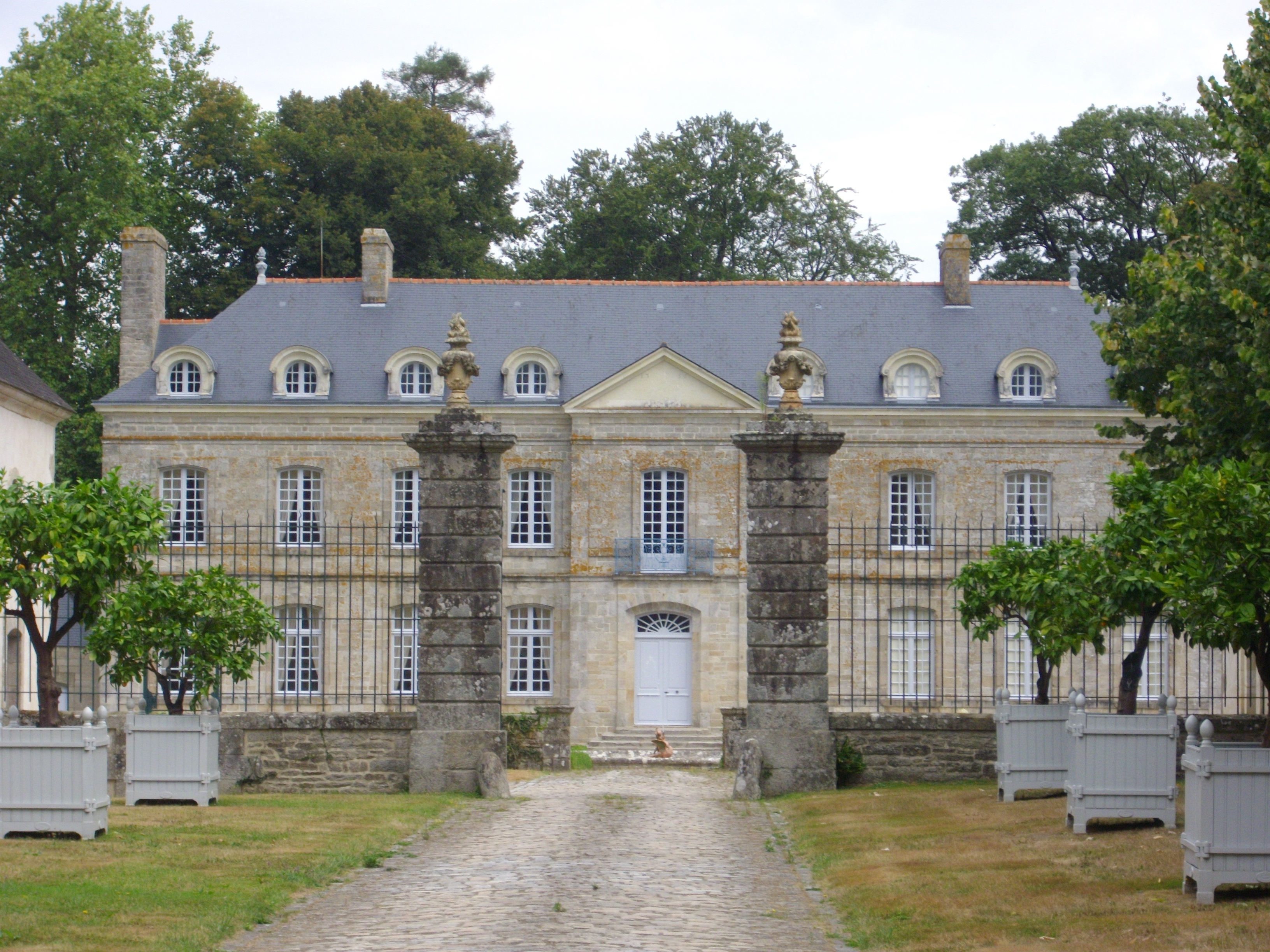
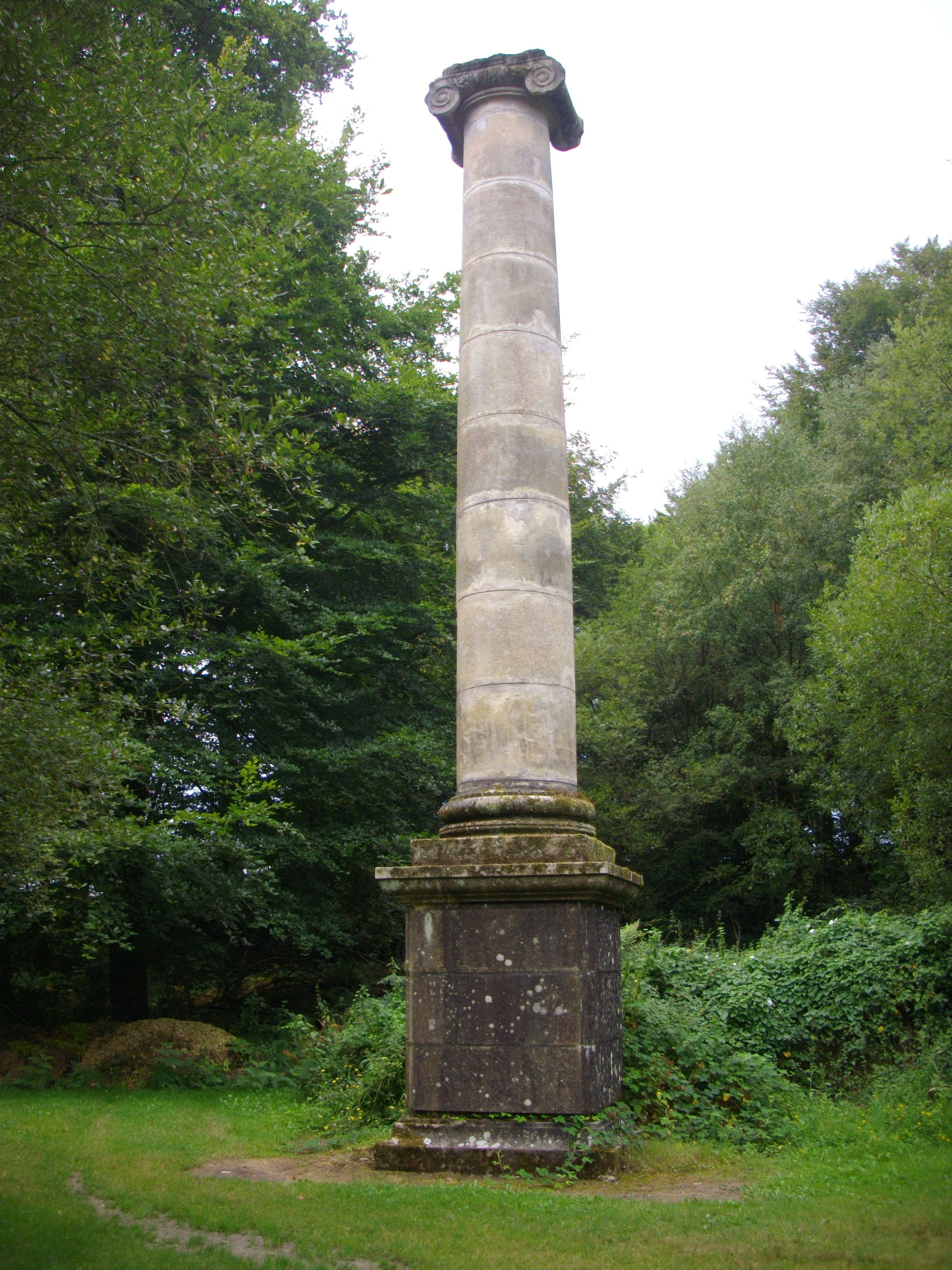